# Ierkivți, Pereiaslav-Hmelnițki
Ierkivți (în ucraineană Єрківці) este o comună în raionul Pereiaslav-Hmelnițki, regiunea Kiev, Ucraina, formată numai din satul de reședință.

## Demografie
Componența lingvistică a comunei Ierkivți
     Ucraineană (96,17%)
     Rusă (3,52%)
     Alte limbi (0,08%)
Conform recensământului din 2001, majoritatea populației comunei Ierkivți era vorbitoare de ucraineană (96,17%), existând în minoritate și vorbitori de rusă (3,52%).